# 김선지
김선지는 대한민국 YTN의 앵커이다.

## 경력
- 2013년 YTN 앵커 입사
- 2011년 대전MBC 아나운서

## 학력
- 연세대학교 언론홍보대학원 저널리즘 석사 (졸업)

## 출연 프로그램

### 과거
- 대전MBC TV -  건강플러스》
- 대전MBC FM4U - 《정오의 희망곡 김선지입니다》
- 대전MBC 표준FM - 《김준모, 김선지의 특급작전》
- 대전MBC TV - 《MBC 뉴스투데이》
- 대전MBC TV - 《MBC 뉴스데스크》
- YTN - 《YTN 24》

### 현재
- YTN - 《뉴스타워》
- YTN - 《뉴스N이슈》